# Pitaval des Kaiserreiches: Der Prozeß gegen die Gräfin Kwilecki
Der Prozeß gegen die Gräfin Kwilecki ist ein Kriminalfilm der Reihe Pitaval des Kaiserreiches des Deutschen Fernsehfunks von Wolfgang Luderer aus dem Jahr 1966.

## Handlung
Während der Graf und die Gräfin Kwilecki mit ihren beiden Töchtern im Jahr 1894 am Frühstückstisch sitzen, erscheint der Gerichtsvollzieher Lehmann mit dem Händler Morawski, um eine Summe von über 327,65 Mark zu pfänden, was so in einem Vollstreckungsbefehl des Amtsgerichts Posen festgelegt wurde, da die Lieferung von Lebensmitteln und Delikatessen nicht bezahlt wurde. Als der Händler darauf hingewiesen wird, dass der Graf nicht arm wäre und 18.000 Morgen Land besitzt, bekommt er die Information, dass der Vetter des Grafen, Graf Hektor Kwilecki, darauf einen Anspruch angemeldet hat. Das ist deshalb möglich, da Graf Zbigniew Kwilecki, der nur zwei Töchter hat, dabei ist, sein Vermögen Stück für Stück zu veräußern und nur Graf Hektor Kwilecki als nächster männlicher Erbe in Frage kommt, welches er auch komplett antreten möchte. Ein männlicher Nachfolger Zbigniew Kwileckis wird von Hektor biologisch ausgeschlossen, da die Gräfin bereits das Alter von 50 Jahren erreicht hat. 
Da Graf Hektor Kwilecki seinen Anspruch auf den Besitz des Majorats Wroblewa auch schriftlich an seinen Vetter sendet, hat dessen Frau Isabella, die nach dem Tod ihres Mannes, gemeinsam mit ihren beiden Töchtern, auf der Straße sitzen würde, einen Plan. Sie möchte, trotz knapper Finanzen, mit ihrem Mann nach Montreux fahren, dort in trauter Zweisamkeit gesehen werden und anschließend behaupten, durch diese glücklichen Tage noch einmal schwanger geworden zu sein. Nach der Rückkehr von der Reise eröffnet sie ihren Freundinnen, im dritten Monat schwanger zu sein. Diese Neuigkeit erreicht auch den Grafen Hektor Kwilecki, der die Schwangerschaft sofort anzweifelt und eine ärztliche Untersuchung fordert, die von der Gräfin abgelehnt wird. Sie äußert sich sogar, ihr Kind in Berlin zur Welt bringen zu wollen. Wieder mit dem neugeborenen Kind, was natürlich ein Junge ist, zu Hause, erscheinen als erste Besucher ein bekannter Sanitätsrat und der Pfarrer. Wieder lehnt die Gräfin eine Untersuchung ab, ihre Freundin Frau von Moszcrowska bestätigt dem Doktor aber, bei der Entbindung dabei gewesen zu sein, was sie auch später noch einmal vor einem Gericht, unter Eid, bestätigt, nachdem Graf Zbigniew Kwilecki gegen seinen Vetter, der öffentlich Zweifel kundtut, klagt. Danach kehrt Ruhe ein und im Jahr 1902 wird der fünfte Geburtstag des Stammhalters gefeiert.
Eines Tages meldet sich der Kommissionär Hechelski aus Posen bei Graf Hektor Kwilecki und erzählt ihm, dass er, aus sicherer familiärer Quelle, weiß, dass der angebliche Sohn seines Vetters in Krakau gekauft und nicht, wie behauptet, von dessen Frau in Berlin geboren wurde. Das ehemalige Dienstmädchen Hedwig hatte ihrem Bruder das Geheimnis verraten, dass ihre Mutter den Auftrag hatte, in Krakau ein Kind zu kaufen, was sie auch tat, wie Hedwig dem Grafen Hektor Kwilecki versicherte. Vermittelt wurde das Geschäft von einer ebenfalls in Krakau ansässigen Hebamme und am 25. Januar 1897 abgewickelt. Mit dieser Kenntnis beauftragt der Graf Herrn Hechelski, in Krakau die in das Geschäft verwickelten Personen ausfindig zu machen. Dafür erhält dieser eine Unkostenpauschale von 2.000 Mark und im Erfolgsfall eine Zielprämie von 15.000 Mark, was auch schriftlich vereinbart wird.
Hechelski fährt am 21. März 1902 nach Krakau, muss aber dort feststellen, dass die Hebamme bereits verstorben ist. Doch ihr Sohn nennt den Namen einer Frau, die über die Vorkommnisse unterrichtet sein müsste. Von dieser Frau und weiteren Informantinnen, an die er vermittelt wird und die immer wieder einen Teil seiner Spesen schwinden lassen, kommt er zu einer entscheidenden Stelle, der die wahre Mutter des Jungen bekannt ist. Es ist die Fabrikarbeiterin Cäcilia Parcza und sie erklärt im Gespräch mit Hechelski, dass sie den Jungen, der am 22. Dezember 1896 geboren wurde und der aus einem Verhältnis mit einem österreichischen Hauptmann stammte, nicht behalten konnte, da sie bereits ein Kind hatte. Diese Aussagen kann sie mit der Geburtsurkunde bestätigen. Nun wird die Mutter gebeten, diese Geschichte aufzudecken, was auch ihr Schaden nicht wäre und dem sie zustimmt. Diese Erkenntnisse überbringt Hechelski umgehend dem Grafen Hektor Kwilecki, der in Absprache mit einigen Persönlichkeiten diese Angelegenheit einem Staatsanwalt übergeben wird.
Es kommt zur Gerichtsverhandlung wegen Kindesunterschiebung, für die ein Gericht in Berlin zuständig ist. Die Verhandlung zieht sich über einen längeren Zeitraum hin. Es gibt neue Erkenntnisse durch neue Zeugen, aber auch ehemalige, unter Eid getätigte, Aussagen werden widerrufen. Die Gräfin Isabelle Kwilecki sowie auch die Arbeiterin Cäcilia Parcza bleiben jedoch jeweils bei ihrer Aussage, die wahre Mutter des Jungen zu sein. Zum Schluss der Verhandlung versucht der Vertreter der Anklage noch einmal in allen Punkten zu beweisen, weshalb die Angeklagten der Kindesunterschiebung schuldig gesprochen werden müssen. Der Vertreter der Angeklagten versucht natürlich noch einmal das Gegenteil zu beweisen. Im Herbst 1903 ergeht das Urteil der Geschworenen, welche einstimmig die Angeklagten in allen Punkten freisprechen.
Bereits während des Prozesses gibt es Auseinandersetzungen zwischen dem Grafen Hektor Kwilecki und dem Kommissionär Hechelski über die Auszahlung der ausgehandelten Zielprämie, die nicht endgültig geklärt werden. Für Cäcilia Parcza hat sich die Angelegenheit nach dem Urteil aber nicht erledigt, sie will jetzt ihr Kind zurück. Deshalb klagt sie bis zum Ausbruch des Ersten Weltkrieges mehrmals bei verschiedenen Gerichten, um die Rückgabe ihres Kindes zu erreichen. Erst nach Beendigung des Krieges, als Polen ein selbstständiger Staat wird, finden diese Klagen ein Ende. Der junge Josef Adolf Stanislaus Graf Kwilecki übernimmt nach dem Tod Zbigniew Kwileckis den Besitz des Majorats, stirbt aber bereits vor dem Erreichen des Alters von 30 Jahren an Lungentuberkulose.

## Produktion und Veröffentlichung
Der Fernsehfilm erschien als 2. Folge der Filmreihe Pitaval des Kaiserreiches und wurde am 6. März 1966 zum ersten Mal im DFF gesendet.
Das Buch wurde von Friedrich Karl Kaul, der auch die erläuternden Texte spricht, und Walter Jupé anhand authentischer Gerichtsakten verfasst. Für die Dramaturgie war Aenne Keller verantwortlich.